# De erfenis van Maurice
De erfenis van Maurice is het 60ste album van de stripreeks F.C. De Kampioenen naar het gelijknamige tv-programma. De strip is getekend door Hec Leemans met medewerking van Tom Bouden. De strip is uitgegeven door Standaard Uitgeverij.

## Het verhaal
Maurice krijgt een brief van de notaris waar in staat dat zijn oom hem als enige erfgenaam heeft aangeduid. Het enige wat Maurice weet van zijn oom is dat hij een pestkop was, toen hij een kind was. Pascalle is erg enthousiast over het kasteel dat Maurice heeft geërfd, en ze gaan met heel een ploeg naar het kasteel. Maar dit kasteel is een spookkasteel. Al in hun eerste nacht in het enge kasteel worden de personages opgeschrikt door enge geesten en enge  geluiden. Ondertussen is Mark samen met Fernand het kasteel aan het bestelen, Fernand denkt dat hij er veel waardevolle dingen kan vinden voor in zijn winkel. Maar ook zij komen in enge situaties terecht. Als ze de anderen tegenkomen wordt alles nog vreemder. Ze komen een man tegen die de kermisattracties moest laten werken van de verre oom. Maar de attractie is nooit populair geweest niet voor de dood van de oom. Maurice erft dus een spookhuis, maar hij ziet een leven als spookhuis medewerker niet zitten. De man die ze aantroffen in het kasteel wordt als  eigenaar benoemd.

## Personages
- Balthasar Boma
- Pascale De Backer
- Maurice de Praetere
- Bieke Crucke
- Marc Vertongen
- Carmen Waterslaeghers
- Xavier Waterslaeghers
- Doortje Van Hoeck
- Quasimodo
- Paulien Vertongen
- Balthazar (hond van oma Boma)
- Oma Boma

Zal 't gaan, ja? · Mijn gedacht! · Buziness is buziness · Vliegende dagschotels · 't Is niet waar, hé? · De dubbele dino's · Kampioen zijn is plezant! · Kampioenen op verplaatsing · Tournee Zénérale · De ontsnapping van Sinterklaas · Xavier in de puree · Het sehks-schandaal · De kampioenen maken een film · Oma Boma · De huilende hooligan · Bij Sjoeke en Sjoeke · Het geval Pascale · De simpele duif · Supermarkske · Supermarkske slaat terug · Kampioenen aan zee · Boma in de coma · De dader heeft het gedaan · De wereldkampioenen · Sergeant Carmen · Het spiedende oog · Vertongen en zoon · Man, man, man! · Stem voor mij! · Gebakken lucht · Kampioenen op wielen · De zeep-serie · Kampioenen in Afrika · Supermarkske op de bres · Agent Vertongen · De trouwpartij · Kampioenen op latten · Buffalo Boma · De vliegende reporter · De groene zwaan · Xavier gaat vreemd · De lastige kampioentjes · Boma in de wellness · De antieke antiquair · Alle hens aan dek  · Supermarkske op het slechte pad  · De schat van de Macboma's · De Jobhopper · De Kampioenen in het circus · 50 Kaarsjes... · Baby Vertongen · De nies van de neus · Don Padre Padrone · De rally van tante Eulalie · Paulientje op de dool · Miss Moeial · Carmen in het nieuw · Het geheim van de kampioentjes · De Afronaut · De erfenis van Maurice · De Kampioenen maken ambras · Oma Boma trainer · DDT doet weer mee · 20 jaar later · De Kampioenen in Pampanero · Kampioentjes verliefd · Supermarkske is weer fit · De pil van Pol · Vertongen Vampier · Fernand gaat trouwen · De verdwenen kampioenen · Xaverius De Grote · Komen vreten · Dolle Door · Hello poepa · De vinnige voetballer · Vijftig tinten paarsblauw · Dokter Jekyll en mister Vertongen · De kampioenen van de filmset · De Kampioentjes en het spookkasteel · De Kampioenen in Rio · Boma op de klippen · Op zoek naar Neroke · Supermarkske bakt ze bruin · De Corsicaanse connectie · De lotto-kampioen · DDT op het witte doek · De geniale djinn · Paniek in de Pussycat · De kampioentjes maken het bont · De malle mascotte · De pakjesoorlog · Supermarkske is weer proper · De tandartsassistente · Maurice de zwijger · Pol en Doortje gaan scheiden · Allemaal cinema! · Boma burgemeester · De nieuwe kolonel · Alles loopt in het honderd · De bucketlist van Xavier · Bibi Carmen · De kampioentjes en de kroonprins · Vrouwen aan de macht · Patatten en saucissen · De bronzen beker · Supermarkske en de 7 dwergen · De Kampioenen trappen door · De grimas van een paljas · De verjaardagstaart · Kampioenen aan het front · Boma in de val · Terug naar Splotsj · Ginette · Gespuis in huis · De knecht van tante Eulalie · De bal is rond · De strijd der titanen